# ELBO
ELBO (grekiska: ΕΛΒΟ för Ελληνική Βιομηχανία Οχημάτων, translittererad: Elliniki Biomichania Ochimaton, svenska: grekisk fordonsindustri), är en grekisk tillverkare av bussar och militärfordon i Thessaloniki. Vidare byggs även specialfordon för brandkåren och andra myndigheter.

## Historia
ELBO grundades 1972 som en filial till österrikiska Steyr-Daimler-Puch. Här tillverkades fordon i serierna Steyr 91 och Steyr 680M, Steyr-tankarna Kürassier, Leonidas och traktorer. Med moderbolagets kris såldes Steyr Hellas-fabriken till staten 1986 och har handlats som ELBO sedan dess.
Traktortillverkningen lades ner och från 1988 utökades militärdivisionen med hjälp av det tidigare moderbolaget Steyr-Puch. Mercedes-Benz G-Klass (som W462-serien) och Leopard 2 (Leopard 2A6 HEL) tillverkas på licens. 1993 presenterades den framgångsrika serien av bussar ELBO C93800 Europe, som exporterades till Singapore.
Från 2000 privatiserades anläggningen igen i etapper och förvaltas sedan dess av Mytilineos Holdings. 2001 presenterade företaget Aletis cabriolet på IAA (utveckling med TWT och Pininfarina), som dock inte gick i serieproduktion.

## Produkter
- ELBO Buss (låggolvsbussar och bussar)
- Neoplan trådbussar
- Mercedes-Benz G-klass W462
- Hummer HMMWV M1114GR (4×4)
- ELBO Kentaurus Tank
- ELBO Leopard 2A6 HEL Tank